# Burial Hill

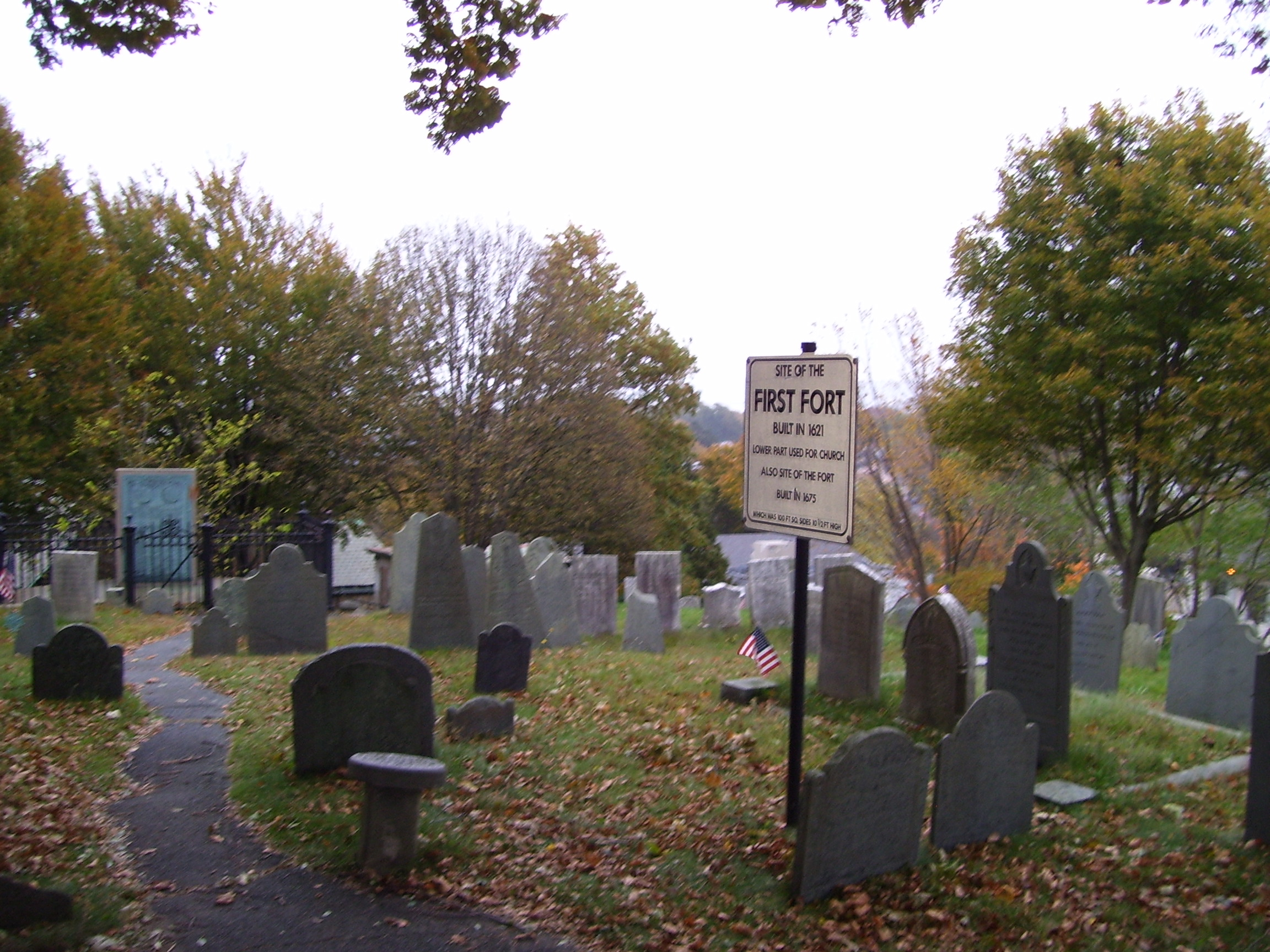
Mi foto de 2009 del emplazamiento del Primer Fuerte y Casa de Reuniones en la Colina del Entierro en Plymouth, Massachusetts.

Burial Hill es un cementerio histórico ubicado en Plymouth, Massachusetts (Estados Unidos), y el lugar de entierro de varios Peregrinos. El cementerio fue fundado en el siglo XVII y se encuentra sobre Leyden Street, la primera calle en Plymouth.

## Historia
El primer cementerio de peregrinos estaba a los alrededores de Cole's Hill en 1620-21. Originalmente, los peregrinos construyeron una fortaleza en la cima de Burial Hill en 1621-22 (ya existía una construcción anterior cerca de la Plantación Plymouth). El fuerte de Burial Hilla también sirvió como una casa de reunión para la colonia y para la primera parroquia en Plymouth hasta 1677. Según la tradición, la primera tumba en Burial Hill era del peregrino John Howland. Sin embargo, no murió hasta 1672; otras personas que decían estar enterradas allí murieron considerablemente antes.
La congregación de la primera parroquia se encuentra actualmente en un edificio de la iglesia de 1899, en la base de Burial Hill, en la plaza de la ciudad, cerca de donde se reunió por primera vez en 1621.

## Entierros y cenotafios notables
- Mary Allerton, peregrina, última superviviente del Mayflower.
- William Bradford, peregrino, gobernador.
- William Brewster, anciano de la iglesia.
- Edward Doty, pasajero del Mayflower.
- Francisco Cooke, peregrino, pasajero del Mayflower.
- John Howland, peregrino, pasajero del Mayflower.
- Adoniram Judson, cristiano misionero.
- Thomas Prence, gobernador colonial.
- Zabdiel Sampson, congresista.
- Squanto, guía e intérprete Patuxet (tumba sin marcar).
- James Warren, líder patriota.
- Mercy Otis Warren, autor.
- Richard Warren, peregrino, pasajero del Mayflower.
- Elizabeth Walker Warren, peregrina, pasajera del Anne.